# 渡邊昇
- 渡辺昇
- 渡邊昇
- 渡邉昇

渡辺 昇（わたなべ のぼり 、天保9年4月8日〈1838年5月1日〉 - 大正2年〈1913年〉11月10日）は、江戸時代末期の大村藩士、明治時代の政治家、また剣術家。元は諱を武常と名乗った。号は東民、其鳳。位階勲等は正三位勲一等。兄とともにほぼ同時期に華族に列したが、兄が男爵どまりであったのに対し子爵に叙された。剣道の称号は範士。
肥前国大村に生まれる。江戸の神道無念流剣術道場・練兵館に入門し、桂小五郎の後を受けて塾頭を務める。尊王攘夷、倒幕運動の志士として活動し、坂本龍馬の依頼で薩長同盟を周旋した。明治政府では、大阪府知事、元老院議官、会計検査院長、貴族院議員を歴任した。また、大日本武徳会商議員を務め近代剣道の発展に尽力し、最初の剣道範士号を授与された。

## 生涯

### 生い立ち

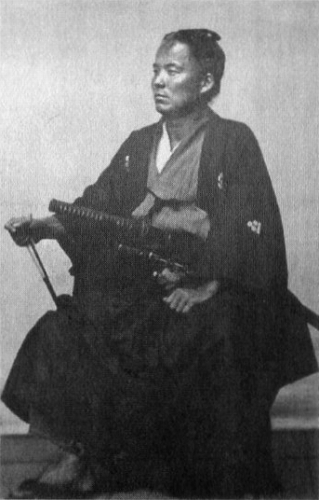
幕末期の渡辺昇

大村五騎に数えられる上級藩士・渡辺家の出身。大村藩参政・渡辺巖の二男として生まれる。兄は渡辺清。昇は幼少時から大兵肥満で、異相の少年であったという。8歳で文武館に、12歳で藩校・五教館に入校する。剣術は一刀流を藩の師範役・宮村佐久馬に師事した（実際の指導者は宮村の実子・柴江運八郎であった）。
安政元年（1855年）、斎藤弥九郎の三男・歓之助が大村藩の剣術師範役となり、藩校の剣術流儀が神道無念流に統一された。昇は大村城下の歓之助の屋敷内の道場・微神堂で神道無念流を学び、膂力を恐れられた。
安政5年（1858年）春、江戸藩邸勤めになった父に従い、江戸へ出る。安井息軒の塾・三計塾に入って長州藩士・桂小五郎と知り合い、桂の勧めで斎藤弥九郎の剣術道場・練兵館に入門する。弥九郎の長男・新太郎に学び、塾頭の桂と共に「練兵館の双璧」と称された。
翌年に桂が帰藩すると昇が塾頭となり、文久元年（1861年）まで務めた。「朝から晩まで相手代われど主代わらず」と言われたほど稽古熱心であった。天然理心流第4代の近藤勇とも親交を持った。近藤の道場試衛館に道場破りが現れると、助けに駆けつけることもあったという。このころ、昇は尊王攘夷思想に傾倒し、道場で仲間と政局を論じ合った。

### 倒幕運動
大村藩に帰藩後、勤王を名目に密かに「三十七士同盟」を結成する。元治元年（1864年）9月21日、梅沢武平とともに元締役・富永快左衛門を暗殺した。同年には大村藩の藩校改革も進めた。長崎で土佐浪士・坂本龍馬と会談し、坂本から薩長同盟の必要性を説かれ、長州藩への働きかけを頼まれる。昇は長州の説得に奔走し、長崎で長州藩と坂本を引き合わせ薩長同盟の成立に尽力した。
兄の清とともに大村勤皇党を率い、京都でも坂本龍馬、桂小五郎、高杉晋作、西郷隆盛、大久保利通ら諸藩の志士と交流する。品川弥二郎の命令で盛んに人を斬った。近藤勇の率いる新選組の隊員も殺したが、近藤自身は昇が佐幕派の刺客に狙われていることを知ると、ひそかに警告に訪れたという（もっとも、昇は大村に帰藩していて不在であった）。大佛次郎の小説『鞍馬天狗』のモデルはこの頃の昇という説がある。
慶応3年（1867年）、三十七士同盟の同志・針尾九左衛門と松林廉之助が襲撃され、針尾は重傷を負い、松林は死亡する。事件は佐幕派の犯行とされ、昇は粛清によって強引に藩論を尊王にまとめ上げる（大村騒動）。

### 明治維新後

#### 政治
明治政府では長崎裁判所諸郡取調掛、待詔局主事、中弁、弾正大忠に就任。この間、耶蘇教宗徒担当となり浦上四番崩れへの対応に当たったほか、明治3年6月には九州辺贋札取締御用を命ぜられ福岡藩の太政官札贋造事件の対応に当たる。この2件の事件処理に精励したとして政府から賞されている。その後盛岡県権知事、大阪府大参事、大阪府知事を歴任する。明治10年（1877年）、西南戦争で抜刀隊が編成されることを知ると、大阪府知事であった昇は府内で剣術道場を開いていた元新選組隊士・谷万太郎を隊長に推薦した。
明治13年（1880年）5月、元老院議官に就任する。参事院議官・財務部勤務を経て、明治17年（1884年）5月、会計検査院長に就任する。明治20年（1887年）、欧米の金融事情を視察するため渡欧する。同年5月、子爵を叙爵される。明治31年（1898年）3月、勲一等旭日大綬章を受章する。明治37年（1904年）7月10日、貴族院子爵議員に選出され、明治44年（1911年）7月9日まで在任した。

#### 剣道

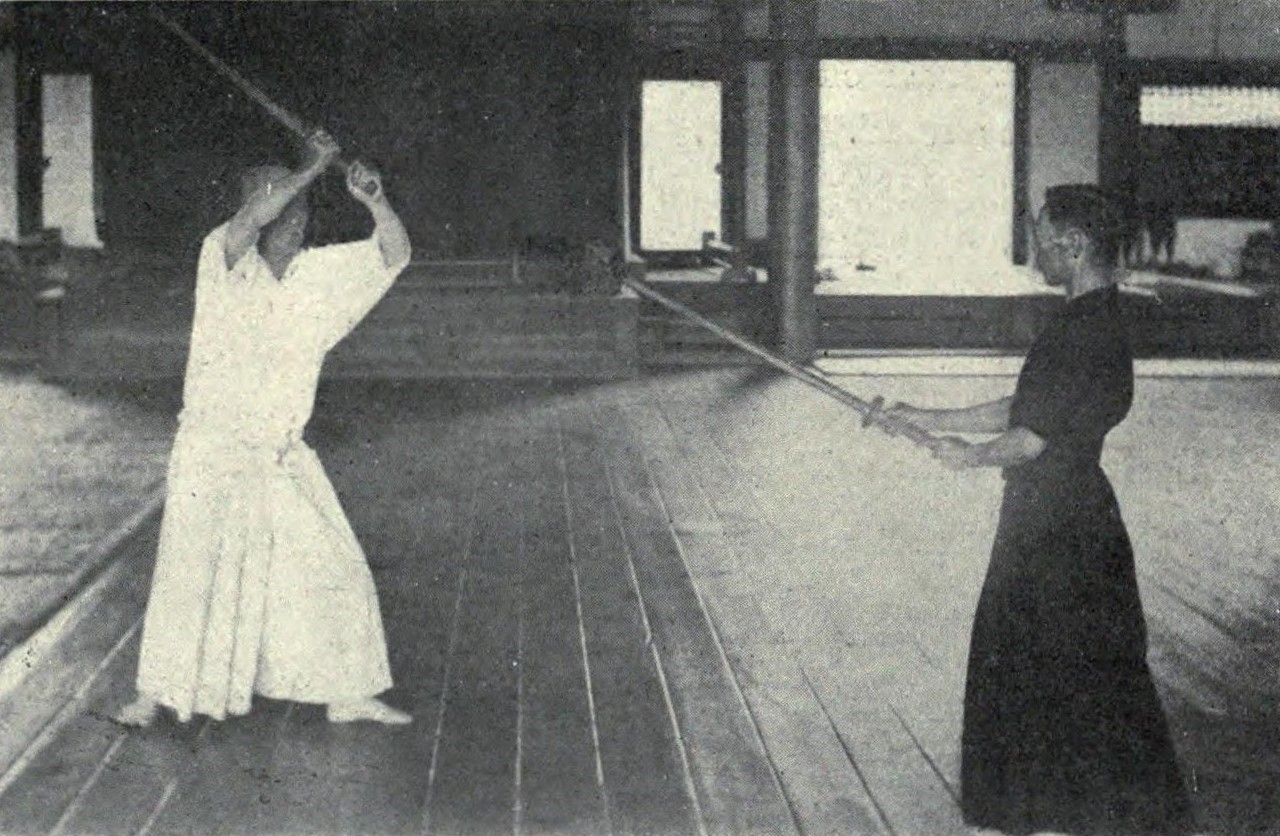
武徳会での渡辺昇子爵

明治16年（1883年）9月、東京府麹町区紀尾井町の皇居付属地に、宮内省の道場・済寧館が落成した。華族・顕官の主導する「宮内省剣術」は、抜刀隊の活躍以降興隆していた「警視庁剣術」に拮抗する勢力となった。昇は山岡鉄舟と並ぶ宮内省剣術の代表的人物であった。もっとも、昇は長い竹刀、山岡は短い竹刀を使用して対照的であった。身長約6尺（約180cm）の昇が、4尺3寸（約130cm）を超える長竹刀を大上段に構え、袈裟がけや、防具外れにも打ち込むため、対戦相手から恐れられた。
- 主な試合記録
  - 明治16年（1883年）6月：赤坂仮皇居御内庭での天覧試合で山岡鉄舟と対戦。小手をとられる。
  - 明治16年（1883年）10月5日：済寧館開場式で警視庁撃剣世話掛の上田馬之助に勝つ。
  - 明治17年（1884年）6月22日：済寧館剣槍術大会で警視庁撃剣世話掛の下江秀太郎に勝つ。
  - 明治18年（1885年）7月7日：伊藤博文邸での天覧試合で警視庁撃剣世話掛の上田馬之助と再戦。勝敗不明。
  - 明治18年（1885年）10月9日：済寧館天覧試合で警視庁撃剣世話掛の逸見宗助に敗れる。
  - （不詳）：済寧館で海江田信義の薙刀術と異種試合して小手を決める。
  - 明治26年（1893年）、青山御所での天覧試合で山縣有朋の槍術と異種試合して敗れたという。
  - 明治32年（1899年）5月、第4回武徳祭大演武会で薙刀術の園部秀雄と異種試合して敗れる（試合放棄）。

明治28年（1895年）4月17日、渡辺が発起人の一人となり、日本武術を振興する「大日本武徳会」を結成。明治35年（1902年）5月、大日本武徳会から第1回の剣道範士号を授与された。行動が専横であるとの批判もあったが、会員獲得のため全国を巡り、明治39年（1906年）には大日本武徳会剣術形（日本剣道形の前身）を制定するなど剣道普及に尽力した。
また、東京麻布の自邸にも、微神堂という道場を設け、剣道を指導した。高弟の堀田捨次郎は明治34年（1901年）、第6回武徳祭大演武会で昇の仇を討つべく園部秀雄と戦い、面を2本奪って見事勝利したという。昇の息子の八郎は小学3年生頃に剣道を始めたが、そのころ昇は一線を退き、離れたところから笑顔で見守っていたという。

### 晩年
晩年は、幕末期に斬った敵の亡霊に苦しめられ、書生に体を揉ませなければ眠れなかった。良い心地で寝ていた者を斬ったのが後々まで夢となって苦しめられたという。「手向かって来た者を斬ることや、戦って斬ったのは何とも思わないが、どうも無心に居る者を斬ったのは何としても忘れられず、心持ちが悪い」と語った。墓所は青山霊園(1イ4-1-5乙)。

## 栄典
位階
- 1886年（明治19年）10月20日 - 従三位[8]
- 1892年（明治25年）2月13日 - 正三位[9]
- 1902年（明治35年）6月20日 - 従二位[10]
- 1912年（大正2年）11月9日 - 正二位[11]

勲章等
- 1887年（明治20年）
  - 5月9日 - 子爵[12]
  - 11月25日 - 勲二等旭日重光章[13]
- 1898年（明治31年）3月29日 - 勲一等旭日大綬章[14]

## 家族

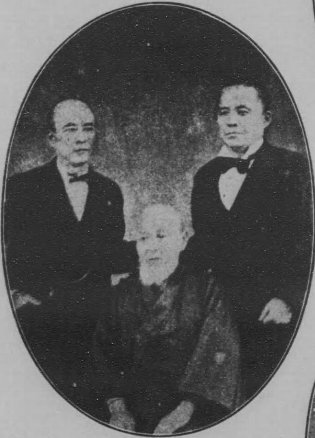
渡辺清（左）と昇（右）

- 兄・渡辺清（大村藩士、福岡県令、福島県知事、貴族院議員）
- 姪・石井筆子（清の長女。女子教育者、滝乃川学園第2代学園長）
- 妻：いく（1858-1923、萩藩御用達の京都の書籍商・大黒屋太郎右衛門の三女）[15][16][17]
- 子・渡辺七郎、八郎（貴族院、宮内省）